# Schlangenhöfchen
Schlangenhöfchen ist ein Ortsteil im Stadtteil Frankenforst von Bergisch Gladbach. 

## Geschichte
Schlangenhöfchen war eine kleine Hofstelle, die in der zweiten Hälfte des 19. Jahrhunderts entstanden ist. Damals wurden in der Umgebung angeblich auffallend viele Reptilien beobachtet. 1903 wurde hier die Bergische Zünderfabrik errichtet, in der zunächst 15 Arbeiter mit der Herstellung von elektrischen Minenzündern beschäftigt waren. Dabei handelte es sich um einen Nebenbetrieb der Dynamitfabrik Lustheide, die im Besitz der Hamburger Sprengstoffgesellschaft Kosmos war. Letztere befand sich auf dem Gelände der Grube Consolidierte Catharina II. Während des Zweiten Weltkriegs war in Schlangenhöfchen ein Gefangenenlager mit 60–80 meist französischen Kriegsgefangenen eingerichtet.